# ジェシカ・カマチョ
ジェシカ・カマチョ（Jessica Camacho）はアメリカの女優。FOXの超自然ドラマシリーズ『スリーピー・ホロウ』シリーズ3のソフィー・フォスターFBI捜査官役（2015年 - 2016年）、CBSの法廷ドラマ『オール・ライズ 判事ローラ・カーマイケル』のエメリー・ロペス役（2019年 - 2023年）、NBCのアクション・スリラー・シリーズ『96時間 ザ・シリーズ』シーズン2のサンタナ役（2018年）で知られている。

## 来歴
カマチョは1982年11月26日にプエルト・リコ人の両親のもとにシカゴで誕生した。『THE FLASH/フラッシュ』、『ウォッチメン』、『オール・ライズ 判事ローラ・カーマイケル』などのさまざまなテレビシリーズで知られている。。ジェシカ・カマチョはプエルトリコ系だが、TVガイドの記事とIMDbのプロフィールによると、イリノイ州シカゴで生まれ育った。カマチョはインタビューやソーシャルメディアでもプエルトリコのルーツについて言及している。彼女は家族の伝統やプエルトリコとのつながりについて語ってきた。

## キャリア
カマチョはCWテレビジョンネットワークのスーパーヒーロー・シリーズ『THE FLASH/フラッシュ』でジプシー役（2017年 - 2018年）、ABCの軍事ドラマシリーズ『ラスト・リゾート 孤高の戦艦』のピラー・コルテス役（2012年 - 2013年）でリカーリング出演している。

## 出演作品

### 映画
| 年   | タイトル                                | 役名                 | 備考 |
| ---- | --------------------------------------- | -------------------- | ---- |
| 2008 | Desertion                               | Amber                |      |
| 2008 | Nothing like the Holidays               | Blonde               |      |
| 2012 | 『魔法の恋愛書                          | メリッサ             |      |
| 2014 | 『ヴェロニカ・マーズ ［ザ・ムービー］』 | マルティナ・バスケス |      |
| 2014 | Suburban Gothic                         | Noelle               |      |
| 2015 | Ana Maria in Novela Land                | Officer Gonzalez     |      |
| 2016 | The Babymoon                            | Yesenia              |      |
| 2017 | 『ローマンという名の男 -信念の行方-     | 連合活動家 #2        |      |
| 2017 | Crave: The Fast Life                    | Brie                 |      |
| 2021 | A Christmas Proposal                    | Maria Winters        |      |

### テレビ
| 年        | タイトル                                      | 役名                                | 備考                                                                    |
| --------- | --------------------------------------------- | ----------------------------------- | ----------------------------------------------------------------------- |
| 2007      | Come On Over                                  | Joy                                 | Episode: "Express Yourself"                                             |
| 2009      | The Beast                                     | Savannah                            | Episode: "Capone"                                                       |
| 2010      | 『JUSTIFIED 俺の正義』                        | シェリース・メイソン                | 第1シーズン第3話「フィクサー」                                          |
| 2010      | 『デクスター 警察官は殺人鬼』                 | ヤスミン・アラゴン                  | 第5シーズン第6話「日常の区分」、第7話「必要な存在」                     |
| 2010      | 『アンダーカバー』                            | 銀行担当者                          | 第1シーズン第9話「死のダイヤモンド」                                    |
| 2011      | 『メンタリスト』                              | デイジー看護師                      | 第3シーズン第7話「血流」                                                |
| 2011      | 『ゴシップガール』                            | マリル                              | 第5シーズン第1話「イエス・ゼン・ゼロ」                                  |
| 2012      | El Jefe                                       | Lucia                               | 売れなかったパイロット版                                                |
| 2012      | Wedding Band                                  | Spanish Waitress                    | Episode: "Time of My Life"                                              |
| 2012–2013 | 『ラスト・リゾート 孤高の戦艦』               | ピラー・コルテス                    | リカーリング、全10話出演                                                |
| 2013      | 『NIKITA / ニキータ』                         | レイチェル                          | 第3シーズン第16話「悪魔の贈り物」、第17話「悲劇の足音」、第18話「告白」 |
| 2013      | 『LAW & ORDER:性犯罪特捜班』                  | グロリア・モンテロ                  | 第14シーズン第22話「虐げらりし者」                                      |
| 2013      | Hello Ladies                                  | Erika                               | Episode: "Long Beach"                                                   |
| 2014      | 『NCIS:LA 〜極秘潜入捜査班』                  | リタ                                | 第5シーズン第15話「首狩」                                               |
| 2014      | 『キャッスル 〜ミステリー作家は事件がお好き』 | マリサ・アラゴン                    | 第7シーズン第8話「地下鉄の惨事」                                        |
| 2015      | 『BONES -骨は語る-』                          | ローレン・スレイター                | 第11シーズン第18話「48時間の真実」                                      |
| 2015      | STALKER : ストーカー犯罪特捜班                | エヴァ・ボーエン                    | Episode: "Love Kills"                                                   |
| 2015      | 『リゾーリ&アイルズ ヒロインたちの捜査線』    | カリーナ                            | 第6シーズン第8話「暗闇」                                                |
| 2015      | Longmire                                      | Kiersten                            | Episodes: "Shotgun", "Hector Lives"                                     |
| 2015      | 『マイノリティ・リポート』                    | リナ・マッセーロ                    | 第3話「新犯罪予測システム」                                             |
| 2015–2016 | 『スリーピー・ホロウ』                        | ソフィー・フォスター                | 第3シーズンの主要登場人物                                               |
| 2016      | 『ハーレー＆ダビッドソン』                    | Reya                                | Episode: "Legacy"                                                       |
| 2016      | Frequency                                     | Eva Salinas                         | Episode: "Bleed Over"                                                   |
| 2017      | 『カジュアル                                  | エレナ                              | 第3シーズン第8話「ヴィーナス」                                          |
| 2017–2018 | 『THE FLASH/フラッシュ』                      | ジプシー / シンシア・レイノルズ     | リカーリング、全10話出演                                                |
| 2018      | 『96時間 ザ・シリーズ』                       | サンタナ                            | 第2シーズンの主要登場人物                                               |
| 2019      | 『アナザー・ライフ』                          | ミシェル・バルガス                  | リカーリング、全6話出演                                                 |
| 2019      | 『ウォッチメン』                              | パイレート・ジェニー                | リカーリング、全4話出演                                                 |
| 2019–2023 | 『オール・ライズ 判事ローラ・カーマイケル』   | エミリー・ロペス                    | 主要登場人物                                                            |
| 2021      | A Christmas Proposal                          | Maria Winters                       | テレビ映画                                                              |
| 2022–2024 | 『S.W.A.T.』                                  | ジャッキー・バスケス                | 全4話出演                                                               |
| 2023      | 『ボッシュ: 受け継がれるもの』                | ジェイド・クイン/ジャニース・モレル | リカーリング、第2シーズンに全6話出演                                    |
| 2025–     | 『カウントダウン』                            | アンバー・オリベラス                | 主要登場人物                                                            |